# گلا شکیلادزه
گلا شکیلادزه (زاده ۱۴ سپتامبر ۱۹۷۰) مربی فوتبال و مدافع سابق اهل گرجستان است. او در حال حاضر به عنوان سرمربی تیم ملی فوتبال تاجیکستان فعالیت می‌کند.